# ملعب إعادة التوحيد
ملعب إعادة التوحيد (بالفرنسية: Stade de la Réunification) هو ملعب متعدد الاستخدامات في مدينة دوالا، الكاميرون.

## روابط خارجية
- ملعب الوحدة[وصلة مكسورة]، worldstadiums.com